# Directriu
S'anomena directriu allò que marca les condicions en què es genera alguna cosa.
En geometria la directriu és aquella línia, superfície o volum que determina les condicions de generació d'una altra línia, superfície o volum (que es diu generatriu).
Si la  directriu  és una línia recta, i la generatriu és una altra línia recta que gira entorn d'ella, conformarà una superfície cònica, cilíndrica, etc. Si la generatriu és corba genera esferes, lipsoides, etc. Si la generatriu es desplaça sobre una o més directrius, genera una superfície reglada.
La directriu pot ser una línia corba, per exemple, una circumferència generatriu que roda sobre una altra circumferència, tangencialment. Un punt vinculat a ella descriu una trajectòria corba que s'anomena ruleta cicloïdal.

A la figura, la circumferència de color blau és la directriu, i la circumferència de color negre és la generatriu. Un punt vinculat a ella descriu una forma anomenada epitrocoide: la corba de color vermell.

## Corbes conformades per circumferències directrius
- Epicicloide, la corba que descriu un punt situat sobre una  circumferència generatriu  que roda –sense lliscament– sobre una  circumferència directriu , tangencialment. També s'utilitza en termes gerencials.
- Hipocicloide, la corba que descriu la trajectòria d'un punt situat sobre una  circumferència generatriu  que roda per l'interior d'una altra  circumferència directriu , sense lliscament.

- Epitrocoide, la corba que descriu un punt vinculat a una  circumferència generatriu  que roda –sense lliscament– sobre una  circumferència directriu , tangencialment.
- Hipotrocoide, la corba plana que descriu un punt vinculat a una  circumferència generatriu  que roda dins d'una  circumferència directriu , tangencialment, sense lliscament.